# Павелко Андрій Васильович
Андрі́й Васи́льович Паве́лко (нар. 7 жовтня 1975, Дніпро, УРСР) — український політик, народний депутат. З 6 березня 2015 до 25 січня 2024 року — президент Української асоціації футболу. Син Микита — зять дніпровського кримінального авторитета Олександра Петровського («Нарік»). 16 червня 2023 Шевченківський районний суд Львова затвердив обвинувачення прокуратури в шахрайстві та розкраданні Павелком коштів у розмірі 26.5 млн грн, призначених для будівництва заводу з виготовлення штучної трави. Згідно з рішенням суду Павелка взяли під варту та відправили на 60 днів у СІЗО без можливості внесення застави.

## Освіта
Закінчив Юридичну академію ім. Я. Мудрого, спеціальність — «правознавство» (2003), факультет перепідготовки фахівців ДНУ, спеціальність — «менеджмент зовнішньоекономічної діяльності» (2005), аспірант заочної форми навчання Дніпропетровського інституту Академії державного управління при Президентові України на кафедрі «Державне управління та місцеве самоврядування».

## Кар'єра
- 1993–1994 — технік Дніпропетровського ІОЦ.
- 1995–1997 — директор АТЗТ «Стройдніпросервіс», м. Дніпро.
- 1997–1998 — заступник директора «Дніпромайн», м. Дніпро.
- 1998–2001 — директор ТОВ «Ніктранс», м. Дніпро.
- 2001–2003 — заступник директора, директор «Дніпромайну», м. Дніпро.
- З 2001 — голова Федерації футболу в Дніпропетровській області.
- З 2003 — заступник генерального директора ТОВ «Вініл» (колишній «Дніпромайн»).
- 17 березня 2009 — обраний головою Дніпровського обласного відділення Національного олімпійського комітету України
- 28 вересня 2010 — висунутий Фронтом змін у кандидати на посаду міського голови м. Дніпра.
- 6 березня 2015 — обраний президентом Федерації футболу України.
- З 2015 по 2017 рік — заступник голови Комітету національних асоціацій УЄФА.
- 11 травня 2017 року — обраний членом Дисциплінарного комітету ФІФА.
- 1 червня 2017 року — обраний заступником голови Юридичного комітету УЄФА.
- 16 червня 2017 року — обраний президентом Громадської спілки «Українська асоціація футболу».
- 7 лютого 2019 року — обраний до складу Виконавчого комітету УЄФА.
- 29 травня 2019 року — обраний головою Комітету УЄФА зі статусу гравців, трансферів, агентів та матч-агентів.

## Політика
Посів друге місце на виборах мера Дніпра (12 % голосів), пройшов до Дніпровської міськради, де очолив комісію з питань освіти, культури, молоді та спорту.
На парламентських виборах 2012 року балотувався до парламенту від партії «Батьківщина», ставши нардепом. Голова підкомітету з питань електроенергетики Комітету ВРУ з питань паливно-енергетичного комплексу, ядерної політики та ядерної безпеки.
У жовтні 2013 року вийшов з партії «Фронт змін», очолив партію «Демократи» (колишня Партія національно-економічного розвитку України) та був виключений з фракції «Батьківщини» у ВРУ.
На парламентських виборах 2014 став нардепом від БПП (№ 33 за партійним списком). Заступник голови фракції, голова Комітету ВРУ з питань бюджету. Є, зокрема, автором закону «Про запобігання впливу на результати офіційних спортивних змагань корупційних правопорушень» (2243а), який увів чіткішу законодавчу схему щодо протидії та відповідальності за договірні матчі.

## Розслідування, арешт
Павелка підозрювали в зловживанні при будівництві штучних футбольних міні-полів, у червні 2018 НАБУ відкрило відповідне провадження. ТОВ «Ініціативи майбутнього», діяльність якої пов'язують з братами Суркісами, була заявником провадження. У січні 2022 року в САП заявили, що доказі вини Павелка встановлено не було. Справу передали до Нацполіції.
2020 року у Верховній раді утворили тимчасову слідчу комісію з розслідування будівництва штучних футбольних мініполів, після початку роботи комісії було відкрито сім кримінальних проваджень в Україні, інші справи — в Німеччині, Швейцарії та на Кіпрі. 2020 року представники НАБУ, ГПУ і Нацполіції заявили про відсутність кримінальних проваджень щодо Павелка.
У листопаді 2020 року нардепи відмовилися голосувати за продовження термінів роботи ТСК Проміжні висновки комісії свідчили про відсутність доказів проти керівництва УАФ.
29 листопада 2022 року, Печерський районний суд міста Києва призначив заарештувати Павелка та Генерального секретаря УАФ Юрія Запісоцького на два місяці з заставою 9,88 млн грн, однак невдовзі, після внесення застави, він вийшов на волю.
У лютому 2023 року, Печерський районний суд міста Києва відсторонив від посади президента Української асоціації футболу Андрія Павелка до 17 березня у зв'язку з обвинуваченнями у корупції та розкраданні коштів.
16 червня 2023 року, Шевченківським районним судом м. Львова було ухвалено рішення про арешт президента УАФ Андрія Павелка, його відправили до СІЗО на 60 діб. Адвокати УАФ заявили про замовність кримінального переслідування Павелка, а рішення про арешт назвали безпідставним та оскаржили його. 
У липні 2023 року Апеляційний суд не задовольнив прохання Андрія Павелка про зміну запобіжного заходу.
29 лютого 2024 року, Львівський апеляційний суд звільнив Андрія Павелка з-під варти.
У квітні 2024 року Українська асоціація футболу оприлюднила попередні результати перевірки її діяльності за 2015—2023 роки. За попередніми результатами аудиту, за час керівництва Павелка УАФ зазнала збитків на 1,3 мільярда гривень.
У березні 2025 року Європейський суд з прав людини виніс рішення, яким повністю задовольнив скаргу експрезидента Української асоціації футболу, члена виконкому УЄФА Андрія Павелка у зв’язку з його триманням під вартою. Суд визнав, що дії української влади щодо ув’язнення Андрія Павелка суперечили Конвенції про захист прав людини. ЄСПЛ також постановив стягнути на його користь грошову компенсацію.

## Боротьба з корупцією
Під час роботи у ВРУ ініціював прийняття закону про «Запобігання впливу на результати офіційних спортивних змагань корупційних правопорушень», який парламент прийняв у листопаді 2015 року.
Законопроєкт включає в себе механізми запобігання та виявлення впливу корупційних правопорушень на результати спортивних змагань, питання відповідальності за порушення та усунення їхніх наслідків, міжнародного співробітництва у боротьбі з корупцією у сфері спорту.

## Родина
- Син Микита, донька Анастасія[28].
- Сват — Олександр Петровський, кримінальний авторитет з м. Дніпра[29].

## Скандали
- Кубок Ліги чемпіонів з'явився на фото в Instagram в руках позашлюбної доньки Павелка Лізи Чаус (її мати — Катерина Чаус)[28]. Фото згодом видалили, але це спричинило негативну реакцію чиновників УЄФА, бо за правилами трофей має переміщатися виключно під охороною та передаватися тільки офіційним особам[30][31]. Згодом кубок виставили в одному з храмів м. Дніпра, де Павелко тримає його зі своїм сватом, кримінальним авторитетом, підприємцем і меценатом Олександром Петровським[29].
- У червні 2018 року НАБУ відкрила справу за фактом будівництва заводу для виробництва трави для футбольних полів. У 2022 році НАБУ повідомило про відсутність вини Павелка, і САП змінив у ній підслідність.
- В листопаді 2019 року ГПУ на запит адвоката видала інформацію, що кримінальних проваджень щодо Павелка не було[32].
- У вересні 2018 року низка антикорупційних організацій заявила, що НАЗК затягує перевірку декларації Павелка щодо розслідування конфлікту інтересів через сумісництво в бюджетному комітеті ВРУ та ФФУ[33].
- У серпні 2021 року Українська асоціація футболу повідомила про відмову Андрія Шевченка продовжити контракт з УАФ та надалі обіймати посаду головного тренера національної збірної [34].

## Нагороди
- Іменна вогнепальна зброя (21 листопада 2015) — за досягнення високих спортивних результатів, вагомий внесок у розвиток вітчизняного футболу, піднесення міжнародного авторитету Української держави[35]
- Медаль «За працю і звитягу» (19 серпня 2006) — за вагомий особистий внесок у розвиток вітчизняного футболу, досягнення високих спортивних результатів футбольними збірними командами України, підготовку спортсменів міжнародного класу[36].
- Відомча заохочувальна відзнака МВС України «Вогнепальна зброя» (6 травня 2014) — пістолет «Sig Sauer Р226 ЕЕ Е2», № W 743052, калібр 9x19 мм[37]
- Медаль Федерації футболу України «За заслуги» (2005)